# House Nunatak
House Nunatak är en nunatak i Antarktis. Den ligger i Västantarktis. Argentina, Chile och Storbritannien gör anspråk på området. Toppen på House Nunatak är 1 343 meter över havet.
Terrängen runt House Nunatak är lite kuperad. Trakten är obefolkad. Det finns inga samhällen i närheten. 